# Шуанцзян (селище, Хунань)
Шуанцзян (кит. 双江镇, пін. Shuāngjiāng Zhèn) — містечко у КНР, адміністративний центр Тундао-Дунського автономного повіту провінції Хунань.

## Географія
Шуанцзян розташовується на півдні префектури Хуайхуа, лежить на річці Цюйшуй.

### Клімат
Містечко знаходиться у зоні, котра характеризується вологим субтропічним кліматом. Найтепліший місяць — липень із середньою температурою 26.7 °C (80 °F). Найхолодніший місяць — січень, із середньою температурою 5.6 °С (42 °F).
| Клімат Шуанцзяна        | Клімат Шуанцзяна | Клімат Шуанцзяна | Клімат Шуанцзяна | Клімат Шуанцзяна | Клімат Шуанцзяна | Клімат Шуанцзяна | Клімат Шуанцзяна | Клімат Шуанцзяна | Клімат Шуанцзяна | Клімат Шуанцзяна | Клімат Шуанцзяна | Клімат Шуанцзяна | Клімат Шуанцзяна |
| Показник                | Січ.             | Лют.             | Бер.             | Квіт.            | Трав.            | Черв.            | Лип.             | Серп.            | Вер.             | Жовт.            | Лист.            | Груд.            | Рік              |
| Середній максимум, °C   | 9                | 10               | 15               | 21               | 25               | 28               | 31               | 31               | 28               | 23               | 17               | 12               | 20               |
| Середня температура, °C | 6                | 7                | 12               | 17               | 21               | 24               | 27               | 26               | 23               | 18               | 13               | 8                | 16               |
| Середній мінімум, °C    | 2                | 3                | 8                | 13               | 17               | 20               | 22               | 21               | 18               | 14               | 8                | 3                | 12               |
| Норма опадів, мм        | 57               | 68               | 94               | 170              | 236              | 224              | 148              | 135              | 75               | 90               | 74               | 43               | 1414             |
| ----------------------- | ---------------- | ---------------- | ---------------- | ---------------- | ---------------- | ---------------- | ---------------- | ---------------- | ---------------- | ---------------- | ---------------- | ---------------- | ---------------- |
| Джерело: Weatherbase    |                  |                  |                  |                  |                  |                  |                  |                  |                  |                  |                  |                  |                  |